# Ingeborg Leuthold

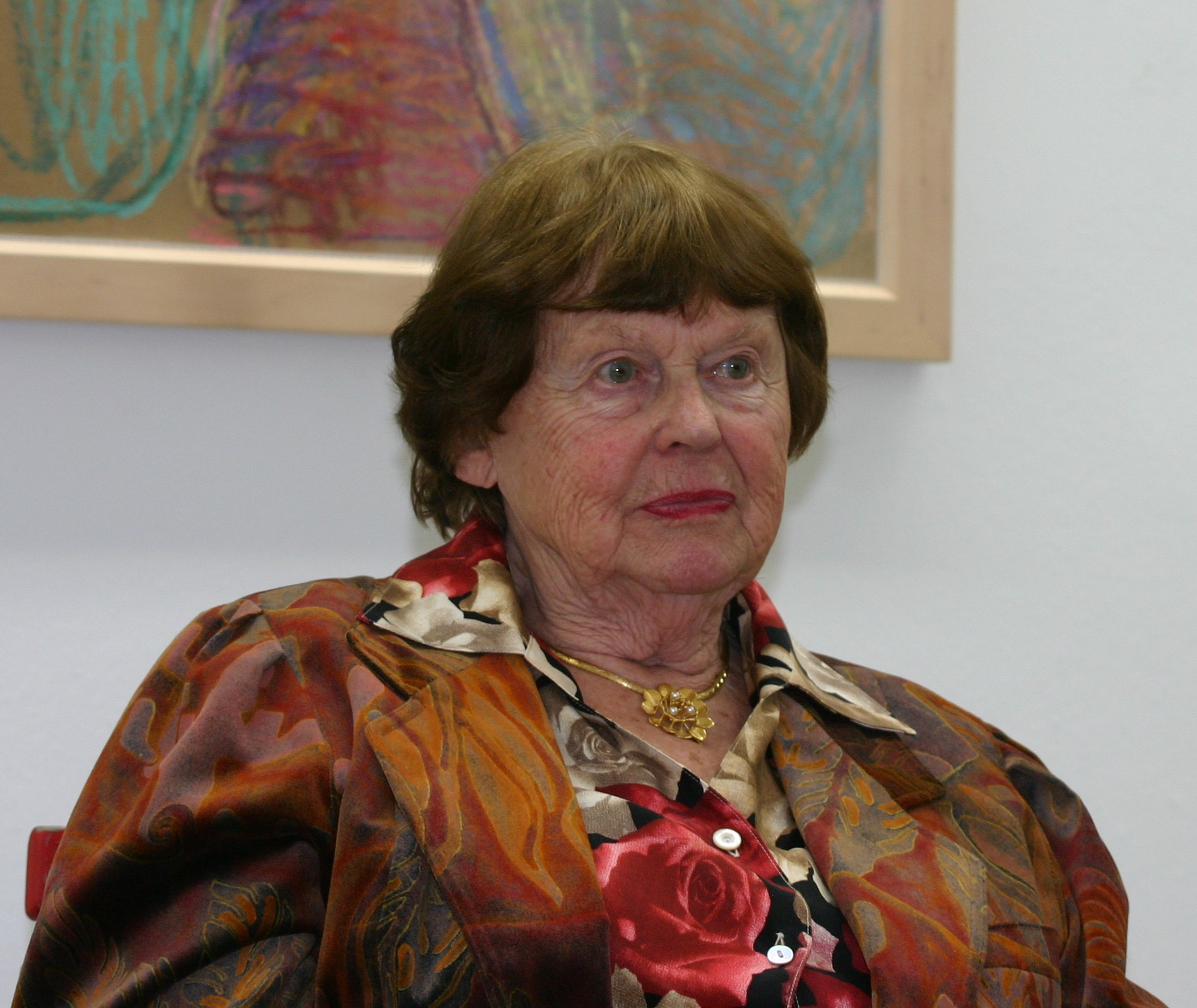
Ingeborg Leuthold, 2012

Ingeborg Leuthold-Hosaeus (* 26. Dezember 1925 in Auma, Thüringen; † 6. März 2020) war eine deutsche Malerin und Grafikerin. 2010 gründete sie die Ingeborg-Leuthold-Stiftung zur Förderung von realistischer bildender Kunst in Berlin.

## Leben
1943/44 besuchte sie die Meisterschule für Textilindustrie in Plauen. Durch die Luftangriffe auf Plauen ausgebombt, wechselte sie an die Kunsthochschule Berlin-Weißensee. Von 1948 bis 1950 war sie an der Meisterschule für Kunsthandwerk Berlin. Dem schloss sich ein Hochschulstudium an der Hochschule der Künste Berlin an. Hier war sie Schülerin von Max Kaus und  Meisterschülerin bei Karl Schmidt-Rottluff. Ab 1957 war sie freischaffende Künstlerin in Berlin. 1958 erhielt sie ein Stipendium an der École nationale supérieure des beaux-arts de Paris.
Ingeborg Leuthold war seit 1955 Mitglied im Berufsverband Bildender Künstler Berlin und seit 1972 im GEDOK. Ihr Mann Klaus Hosaeus († 1997) war Sohn von Hermann Hosaeus und seiner ersten Frau Antonia geb. Wex. Ihre Schwägerin war die Künstlerin Lizzie Hosaeus, deren Nachlass das Wilhelm Busch – Deutsches Museum für Karikatur und Zeichenkunst hütet. Ingeborg Leuthold lebte in Berlin-Lichterfelde und war im  Atelierhaus am  Bundesplatz (Berlin) künstlerisch tätig.

## Zitate
„Von den anfänglich eher strengen Arbeiten – beispielsweise Die Geschwister, Stehende Frauen am Fenster oder Auf der Treppe – alle Mitte der fünfziger Jahre entstanden – gelangt sie, spätestens ab Mitte der siebziger Jahre zu kritischen bis schockierenden Bildern. Fast antizyklisch zum allgemeinen Kunstgeschehen hat Ingeborg Leuthold den Realismus nicht nur nie verlassen, sondern ihm in der ihr eigenen, oft überzeichnenden Formensprache eine verstärkte Ausdruckskraft gegeben.“

„In den neunziger Jahren verstärkte sich das Interesse der Malerin an der Semantik ausgestellter Körper und führte sie zu großformatigen Nahsichten von Loveparade und Christopher Street Day. Dem Wunschtraum vom Geschlechtertausch mit Sympathie begegnend, haften diese Darstellungen nicht an der Oberfläche und lassen an der inneren Vereinsamung, welche die Akteure mit aufreizender Verkleidung, Entblößungen und obszönen Gesten überspielen, keinen Zweifel. Die Radikalität, mit der Ingeborg Leuthold die sexuelle Konnotation der modernen Bacchantenzüge aufgreift und der dahinter versteckten Sinnkrise nachgeht, sucht man in der gegenwärtigen Malerei vergebens.“

„War die Tätowierung um 1900 noch ein verpöntes Merkmal von Verbrechern und Zirkusartisten ist sie heute ubiquitär. Zur Schau gestellt oder sorgfältig unter der Kleidung verborgen, befriedigt sie unter Millionen Menschen aus allen Schichten den starken Wunsch, mit dem keep-smiling Schluß zu machen und sich durch diese teuer und schmerzhaft erkaufte Prozedur der eigenen Schönheit und Attraktivität zu vergewissern.“

## Werke (Auswahl)

### Gemälde
- 1954 Akrobat mit Kind (Öl auf Rupfen)
- 1955 Auf der Treppe (Öl auf Rupfen)
- 1969 Kammersänger Peter Lagger als Boris Godunow (Öl auf Leinen)
- 1978 Der Antennenwald (Öl auf Leinen)
- 1982 Eiffelturmballade (Öl auf Leinen)
- 1985 Tattoo oder der Rosenkavalier (Öl auf Leinen)
- 1989 Butterfly (Öl auf Leinen)
- 2000 Christopher Street Day (Öl auf Leinen)
- 2002 Parademüll (Öl auf Leinen)
- 2007 Tattoo total (Öl auf Leinen)

### Aquarelle
- 2008 Zwei Masken
- 2008 Protest

### Grafik
- 2003 Loveparade (Linolschnitt auf Aquarell)
- 2004 Tattoo (Linolschnitt auf Aquarell)
- 2008 Maskerade (Linolschnitt auf Aquarell)

### Wandteppiche
- 1958 Wandteppich für den Sitzungssaal des Senators für Wirtschaft, Berlin-Schöneberg
- 1964 Wandteppich für das Bundesschatzministerium, Bonn

### Glasmosaiken
- 1966 Lynarschule, Berlin-Spandau
- 1967 Grundschule am Weinmeisterhornweg, Berlin-Spandau
- 1990 Glasmosaik in drei Etagen im Neubau einer Kindertagesstätte, Berlin-Tempelhof

## Einzelausstellungen (Auswahl)
- 1955 Kunstamt Berlin-Wilmersdorf
- 1963 Galerie Hilton Kolonnade, Berlin
- 1980 Galerie Kleines Kra, Berlin
- 1987 Galerie-Laden Jungfernstieg
- 1987/88 BHI-Galerie-Etage im Europa-Center Berlin
- 1990 Kommunale Galerie Berlin-Steglitz: Bilder aus dem Mittelmeerraum
- 1994 Ladengalerie Berlin: Kabinettausstellung
- 1995/96 Ladengalerie Berlin: Bilder 1952–1995
- 1998 Kommunale Galerie, Hohenzollerndamm
- 2000 Ladengalerie Berlin: Wollbilder
- 2005 Kommunale Galerie Hohenzollerndamm und Büchergilde Buchhandlung am Berliner Wittenbergplatz: Christopher Street Day und Loveparade
- 2006 Ladengalerie Berlin
- 2012 Galerie am Savignyplatz: Gestickte Bildteppiche 1957–2001
- 2014 Galerie Atzenhofer, Nürnberg: Retrospektive – Bilder einer Berliner Malerin von 1950 bis heute

## Ausstellungsbeteiligungen (Auswahl)
- 1957 Rathaus Schöneberg: Ausstellung der Preisträger des Stipendiums der Freunde der Bildenden Kunst e.V. Berlin
- 1961 Kunstamt Berlin-Wilmersdorf: Acht Maler einer Schule (Schmidt-Rottluff)
- 1965 und 1972 Gemeentelijke van Reekum Galerij Apeldoorn: Junge Berliner Künstler
- 1969 Städtisches Bodensee-Museum Friedrichshafen: Berliner Künstler
- 1980, 1981, 1982, 1984, 1985, 1986, Mai-Salon Berlin
- 1982 Rathaushalle München / GEDOK München: Die Welt ist schön – ist die Welt schön?
- 1983 Ostdeutsche Galerie Regensburg: Ich und die Stadt
- 1988 Galerie im Kornhauskeller Ulm: Schmidt-Rottluff und sechs seiner Schüler
- 1993/94 Domäne Dahlem: Zehn Malerinnen der GEDOK
- 2002 Zoologischer Garten Berlin: Das Tier – Tierdarstellungen zeitgenössischer Künstler
- 2010 Haus am Kleistpark Berlin: POSITIONEN 1960–2010 GEDOK Berlin
- 2012 Ladengalerie Berlin: Condition Humaine 2012